# زقية نشوية
زقية نشوية (الاسم العلمي: Amylascus)، جنس فطور شبيهة بالكمء من فصيلة الفنجانية. الجنس، يشتمل على نوعين موجودين في أستراليا، قُيد من قبل عالم الفطريات جيمس تراب في عام 1971.